# ایر اینترنشنال
ایر اینترنشنال یک مجله هوانوردی بریتانیایی است که موضوعات فعلی هوافضای نظامی و  غیرنظامی را پوشش می‌دهد. این نشریه از سال ۱۹۷۱ منتشر می‌شود و در حال حاضر توسط انتشارات کی منتشر می‌شود.